# ريان بيلي
ريان بيلي (7 سبتمبر 1982 - ) (بالإنجليزية: Ryan Bailey)‏ هو لاعب كريكت جنوب أفريقي.

## وصلات خارجية
- ريان بيلي على موقع إي آس بي آن كريك إنفو (الإنجليزية)